# Bruno Peixoto
Bruno Regiany Peixoto Pimenta (Goiânia, 16 de maio de 1974) é um empresário e político brasileiro, filiado ao União Brasil (UNIÃO).
Filho de Sebastião Peixoto, importante nome na política goiana, foi eleito vereador de Goiânia pela primeira vez, em 2004. Em seu segundo mandato como vereador, foi campeão de votos em 2008, com 12.850 votos, Em 2011, assumiu uma cadeira na ALEGO. Em seu primeiro mandato de deputado estadual, destaca-se o que proíbe fumar em lugar fechado. Foi reeleito para seu segundo mandato em 2015. Em 2018, foi reeleito novamente deputado estadual em Goiás com 34.655 votos (1,12% dos válidos).